# Емил Крепелин
Емил Крепелин (15. фебруар 1856 – 7. октобар 1926) био је немачки психијатар. Х. J. Исенкова Енциклопедија психологије га описује као модерног научног психијатра, психофармацеута и генетичког психијатра.
Крепелин је веровао да је главно порекло психијатријских болести биолошка и генетска дисфункција. Његове теорије доминирају психијатријом на почетку 20. века и, без обзира на касније психодинамичке утицаје Зигмунда Фројда и његових дисциплина, доживео је препород на крају века.
Његове књиге не садрже детаљне случајеве индивидуалних болести већ типичне компликације и понашања пацијената са типичним дијагнозама. Описан је као „научни менаџер" и „политички оперативац", који је развио „велику скалу, клинички оријентисаног, епидемолошког истразивачког програма".

## Породица, детињство и младост
Крепелина, чији је отац,Карл Вилхелм, био оперски певач, професор музике, и касније успешан приповедач, у биологију је увео његов брат Карл,који је касније био директор Зоолошког музеја у Хамбургу.

## Образовање и каријера

### Универзитети
Крепелин је почео медицинске студије 1874. на Универзитету у Лајпцигу и завршио их на Универзитету у Вирцбургу(1877–78). У Лајпцигу је студирао неуропатологију и експерименталну психологију са Вилхелмом Вунтом. Крепелин је био целог живота заинтересован за Вунтову експерименталну психологију. Док је био тамо Крепелин је написао есеј за који је добио награду „Утицај акутне болести на узроковање менталних поремећаја".
У Вирзбургу је завршио свој Ригоросум (отприлике еквивалент МББС вива-воце испиту) у марту 1878, свој  Staatsexamen (лиценцни испит) у јулу 1878, и одобрење (лиценца за бављење медицином; отприлике еквивалент МББС) 9. августа 1878. Од августа 1878 до 1882, радио је са Бернардом вон Гуденом на Минхенском универзитету.
Враћајући се на Универзитет у Лајпцигу у фебруару 1882. године, радио је на неуролошкој клиници Вилхелма Хајнриха Ерба и у Вунтовој психофармаколошкој лабораторији. Завршио је своју хабитацијску тезу у Лајпцигу; носила је назив „Место психологије у психијатрији“. 3. децембра 1883. завршио је у Минхену своју рехабилитацију („рехабилитација“ = поступак признавања хабилитације).
Крепелиново главно дело,Compendium der Psychiatrie: Zum Gebrauche für Studirende und Aertze, први пут је објављено 1883. године и проширило га је у следећим вишегласним издањима Ein Lehrbuch der Psychiatrie (Уџбеник: Основе психијатрије и неурознаности). У њему је тврдио да је психијатрија грана медицинске науке и да је треба истражити посматрањем и експериментисањем као и остале природне науке. Позвао је на истраживање физичких узрока менталних болести и почео да успоставља темеље савременог система класификације менталних поремећаја. Крепелин је предложио да се проучавањем историје случајева и идентификовањем специфичних поремећаја може предвидети прогресија менталних болести, узимајући у обзир индивидуалне разлике у личности и старости пацијената на почетку болести.
1884. године постао је виши лекар у пруском провинцијском граду Лебус, провинција Шлезија, а следеће године постављен је за директора Института за лечење и негу у Дрездену. 1. јула 1886., у доби од 30 година, Крепелин је именован професором психијатрије на Универзитету у Дорпату (данас Универзитет у Тартуу) у данашњој Естонији. Четири године касније, 5. децембра 1890, постао је шеф одељења на Хеиделбершком универзитету, на коме је остао до 1904. Док је у Дорпату постао директор Универзитетске клинике на 80 кревета. Тамо је почео детаљно да проучава и бележи многе клиничке историје и „нагнано је да размотри важност тока болести с обзиром на класификацију менталних поремећаја“.
Године 1903., Крепелин се преселио у Минхен и постао професор клиничке психијатрије на Универзитету у Минхену.

### Организације
Године 1908. изабран је за члана Краљевске Шведске академије наука.
1912. године, на захтев ДВП-а (Немачко удружење за психијатрију), чији је био руководилац у периоду 1906-1920, почео је да планира да оснује центар за истраживање. После велике донације јеврејског немачко-америчког банкара Џејмса Лоеба, који је својевремено био пацијент, и обећања за подршку „покровитеља науке“, Немачки институт за психијатријска истраживања основан је 1917. у Минхену. У почетку је био смештен у постојећим болничким зградама, а био је одржаван додатним донацијама Лоеба и његових рођака. 1924. године под покровитељством Друштва за унапређење науке Кајзер Вилхелм. Фондација Рокефелер из Немачке Америке Рокефелер дала је велику донацију која је омогућила развој нове наменске зграде за институт по Крепелиновим смерницама, која је званично отворена 1928. године.
Краепелин се изјаснио против варварског третмана који је преовладавао у тадашњим психијатријским азилима, а крсташио се против алкохола, смртне казне и затвора, а не лечењем лудака. Одбацио је психоаналитичке теорије које су урођену или рану сексуалност представљале као узрок менталних болести, а филозофске спекулације одбацио је као ненаучне. Усредсредио се на прикупљање клиничких података и посебно га је занимала неуропатологија (нпр. Оболело ткиво).
У каснијем периоду своје каријере, као уверени шампион социјалног дарвинизма, активно је промовисао политику и истраживачки програм у области расне хигијене и еугенике.
Крепелин се повукао са предавања у доби од 66 година, а преостале године је провео оснивајући Институт. Девето и последње издање његовог Уџбеника објављено је 1927., недуго након његове смрти. Састојао се од четири свеска и био је десет пута већи од првог издања из 1883. године.
Последњих година свог живота Краепелин је био преокупиран будистичким учењима и планирао је да у време његове смрти посети будистичка светишта, каже његова ћерка Антони Смит-Крепелин.

## Теорије и класификационе шеме
Крепелин је објавио да је пронашао нови начин гледања на менталне болести, називајући традиционално гледиште „симптоматским" и његово гледиште „клиничким". Испоставило се да је његова синтеза која поставља парадигме стотина менталних поремећаја класификованих у 19. веку, груписала болести на основу класификације синдрома - уобичајених образаца симптома током времена - уместо једноставне сличности главних симптома на начин његови претходници.
Крепелин је описао свој рад у петом издању свог уџбеника као „одлучујући корак од симптоматског до клиничког приказа лудила ... Важност спољних клиничких знакова ... подређена је разматрању услова порекла, наравно, и термин који је резултат појединачних поремећаја. Дакле, све чисто симптоматске категорије су нестале из нозологије .

### Психозе и расположење
Крепелин је посебно заслужан за класификацију онога што се раније сматрало јединственим концептом психозе, у два различита облика (позната као Крепелинова дихотомија):
- маничну депресију (која се сада сматра да обухвата низ поремећаја расположења, попут понављајуће велике депресије и биполарног поремећаја), и
- деменцију прекокс.

Ослањајући се на своје дугорочно истраживање и користећи критеријуме курса, исхода и прогнозе, развио је концепт деменције прекокс, који је дефинисао као „суб-акутни развој осебујног једноставног стања менталне слабости које се јавља у младости ". Када је први пут представио овај концепт као дијагностички ентитет у четвртом немачком издању свог Lehrbuch der Psychiatrie 1893. године, постављен је међу дегенеративне поремећаје поред параноида кататоније и деменције, али одвојених од њих. У то време концепт је у великој мери одговарао хебефренији Евалда Хекера. У шестом издању Lehrbuch из 1899. све три ове клиничке врсте третирају се као различити изрази једне болести, деменције прекокс.
Један од кардиналних принципа његове методе било је препознавање да се било који симптом може појавити у готово сваком од ових поремећаја; нпр. готово да нема ниједног симптома који се појављује код деменције праецок који се понекад не може наћи у маничној депресији. Оно што сваку болест симптоматски разликује (за разлику од основне патологије) није неки посебан (патогномонични) симптом или симптоми, већ специфичан образац симптома. У недостатку директног физиолошког или генетског теста или маркера за сваку болест, могуће их је разликовати само према њиховом специфичном обрасцу симптома. Дакле, Краепелин систем је метода за препознавање образаца, а не груписање по уобичајеним симптомима.
Тврди се да је Крепелин такође показао специфичне обрасце у генетици ових поремећаја и образаца у току и исходу, али још увек нису утврђени одређени биомаркери. Генерално гледано, код рођака шизофрених болесника постоји више шизофреника него у општој популацији, док је манична депресија чешћа у сродника маничних депресива. Иако, наравно, то не показује генетску повезаност, јер би то могло бити и социо-еколошки фактор.
Такође је пријавио образац тока и исхода ових услова. Краепелин је вјеровао да схизофренија има погоршани ток у којем ментална функција непрекидно (мада можда и погрешно) опада, док су манично-депресивни пацијенти доживели испрекидан ток болести, где су пациенти били релативно без симптома у интервалима који раздвајају акутне епизоде. То је навело Крепелина да назове оно што данас знамо као шизофренију, деменцију прекокс (део деменције који означава неповратни ментални пад). Касније је постало јасно да демекса праекокс не води нужно до менталног пада и тако је Еуген Блеулер преименован у шизофренију да исправи Крепелиново погрешно мишљење.

#### Закључак
Поред тога, као што је Крепелин прихватио 1920., „постаје све очигледније да ове две болести не можемо на задовољавајући начин разликовати“; међутим, тврдио је да „с једне стране налазимо оне пацијенте са неповратном деменцијом и тешким лезијама кортикса. Са друге стране су они пацијенти чија личност остаје нетакнута". Ипак, настављају се преклапања између дијагноза и неуролошких абнормалности (када их пронађу), а у ствари би се довела дијагностичка категорија шизоафективног поремећаја који би обухватио интермедијарне случајеве.
Краепелин је посветио врло мало страница својим спекулацијама о етиологији своја два главна лудила, деменцији прекокс и манично-депресивном лудилу. Међутим, од 1896. до његове смрти 1926. држао се спекулација да ће та лудила (нарочито деменција прекокс) једног дана вероватно бити узрокована постепеним системским или системом болести „целог тела“, вероватно метаболичким, што је погодило многе од органи и нерви у телу, али су у последњој, одлучујућој каскади утицали на мозак.

### Психопатске личности
У првом до шестом издању Крепелиновог утицајног уџбеника о психијатрији постојао је одељак о моралном лудилу, који је тада значио поремећај емоција или моралног смисла без очигледних заблуда или халуцинација, а који је Крепелин дефинисао као „недостатак или слабост оних осећања која супротставити се безобзирном задовољству егоизма ". Он је то углавном приписивао дегенерацији. То је описано као психијатријско редефинисање теорија о рођеном злочинцу Цесареа Ломброса, замишљено као „морални недостатак", иако је Крепелин нагласио да их још није могуће препознати по физичким карактеристикама.
У ствари од 1904. године Крепелин је променио одељак под насловом „Рођени злочинац“, премештајући га из „Конгениталне слабовидности“ у ново поглавље „Психопатске личности“. Лечени су под теоријом дегенерације. Разликоване су четири врсте: рођени злочинци (урођени делинквенти), патолошки лажљивци, невеселе особе и Триебменсцен (особе вођене основном присилом, укључујући скитнице, трошарине и дипсоманијаке).
Концепт „психопатичне инфериорности" недавно је у Немачкој популаризовао Јулијус Лудвиг Август Коч, који је предложио урођене и стечене типове. Крепелин није имао доказа или објашњења који би сугерисали урођен узрок, па се чини да је његова претпоставка била једноставан „биологизам“. Други, као што је Gustav Aschaffenburg, тврдили су због различитих комбинација узрока. Крепелинова претпоставка о моралном недостатку, а не позитивном нагону према злочину, такође је доведена у питање, јер имплицира да је морални смисао некако урођен и непроменљив, а ипак се знало да варира у времену и месту, а Краепелин никада није сматрао да је морални смисао може бити другачије.
Kurt Schneider критиковао је Крепелинову нозологију због тога што се појавио као списак понашања која је сматрао непожељним, а не медицинским стањима, мада је Сцхнеидер-ова алтернативна верзија такође критикована на истој основи. Ипак, многи основни елементи ових дијагностичких система уведени су у дијагностичке системе, а запажене сличности остају у ДСМ-ИВ и ИЦД-10. Питања би се данас углавном разматрала у категорији поремећаја личности, или у смислу Крепелинове усредоточености на психопатију.
Крепелин се у свом издању из 1896. осврнуо на психопатска стања (или „државе“), укључујући компулзивно лудило, импулсивно лудило, хомосексуалност и поремећаје расположења. Од 1904. године, међутим, он је назвао та „изворна стања болести и увео нову алтернативну категорију психопатских личности. У осмом издању из 1909. године та категорија ће, поред засебног „дисоцијалног“ типа, укључивати и узбудљиво, нестабилно Триебменсцен-ове особе, ексцентричари, лажљивци и преваранти и свађа. Описано је као изванредно што је сада Краепелин поремећаје расположења сматрао да нису део исте категорије, већ само ублажене (блаже) фазе маничне депресивне болести то одговара тренутним шемама класификације.

### Алцхајмерова болест
Крепелин је постулирао да за сваки од главних психијатријских поремећаја стоји одређена мождана или друга биолошка патологија. Као колега Алоис Алзхеимер био је суоснивач Алцхајмерове болести, а његова лабораторија открила је његову патолошку основу. Крепелин је био уверен да ће једног дана бити могуће идентификовати патолошку основу сваког од главних психијатријских поремећаја.

### Еугеника
Након што је 1903. године постао професор клиничке психијатрије на Универзитету у Минхену, Краепелин је све више писао о питањима социјалне политике. Био је снажан и утицајан заговорник еугенике и расне хигијене. Његове публикације укључивале су фокус на алкохолизам, злочин, дегенерирање и хистерију.
Крепелин је био уверен да такве институције као што су образовни систем и социјална држава, због свог тренда да разбијају процесе природне селекције, поткопавају биолошку „борбу за опстанак" Немаца. Био је забринут за очување и унапређење немачког народа, Волка, у смислу нације или расе. Изгледа да је држао Ламаркове концепте еволуције, тако да је културно пропадање могло бити наслеђено. Био је снажни савезник и промотор рада колеге психијатра (и ученика и каснијег наследника директора клинике) Eрнст Рудин како би разјаснио механизме генетског насљеђивања како би се направила такозвана „емпиријска генетска прогноза".
Мартин Бруне је истакао да се чини да су и Крепелин и Рудин били горљиви заговорници теорије о припитомљавању, верзије социјалног дарвинизма која је тврдила да модерна култура не дозвољава људима да се отресе, што је резултирало са више менталног поремећаја и пропадања генски фонд. Краепелин је уочио бројне „симптоме“ тога, попут „слабљења одрживости и отпора, смањења плодности, пролетаријализације и моралне штете због„ пензионисања људи. Такође је написао да је„ број идиота, епилептика, психопата, криминалаца, проститутки и скитница који потичу од родитеља алкохоличара и сифилита, а који преносе инфериорност на потомство, је несхватљив. „Сматрао је да је" познати премијер Жидова, са снажном склоношћу према нервозном и ментални поремећаји нас учи да њихово изузетно напредно припитомљање може на крају дати јасне трагове трци ". Бруне наводи да је Крепелин носолошки систем „у великој мери изграђен на парадигми дегенерације ".

## Утицај
Крепелинов велики допринос у класификацији шизофреније и маничне депресије остаје релативно непознат широј јавности, а његов рад, који није имао ни Фреудов књижевни квалитет, ни књижевни квалитет, ни мало, чита се изван научних кругова. Крепелинови доприноси такође су у великој мери маргинализовани током доброг дела 20. века током успеха фројдовске етиолошке теорије. Међутим, његови погледи сада доминирају у многим четвртинама психијатријских истраживања и академске психијатрије. Његове темељне теорије о дијагностици психијатријских поремећаја чине основу главних дијагностичких система који се данас користе, посебно ДСМ-ИВ Америчке асоцијације за психијатрију и ИЦД система Светске здравствене организације, заснованих на критеријумима истраживања и дијагнозе и ранијим критеријима борбе, развијеним од стране еспоусед-а „нео-краепелинијци", иако су Роберт Спитзер и остали у одборима ДСМ-а били вољни да не укључе претпоставке о узрочно-узрочној вези као што је то имао Крепелин.
Крепелин је описан као „научни руководилац"и политички оператор, који је развио опсежни, клинички оријентисан, епидемиолошки истраживачки програм. У овој улози преузео је клиничке информације из широког спектра извора и мрежа. Упркос томе што је за себе прогласио високе клиничке стандарде за прикупљање информација „стручном анализом појединачних случајева", привукао би и пријављена запажања званичника који нису обучени из психијатрије. Различита издања његових уџбеника, међутим, не садрже детаљне историје случајева појединаца, већ мозаичке компилације типичних изјава и понашања пацијената са специфичном дијагнозом. У ширем смислу, он је описан као буржоаски или реакционарни грађанин.
Краепелин је писао кнапп унд клар (сажет и јасан) стил који је учинио његове књиге корисним алатима за лекаре. Скраћени и неспретни преводи на енглески језик у шестом и седмом издању његовог уџбеника 1902. и 1907. (респективно) Алана Роса Диефендорфа (1871–1943), лекара помоћника у Болници за коњанице у Цонектикут за лудих градова у Мидлтауну, неадекватно су пренели књижевни квалитет његови списи који су их учинили толико вредним за практиканте.